# Biston alexandrina
Biston alexandrina là một loài bướm đêm trong họ Geometridae.